# 施內肯貝格瓦瑟河
49°01′34″N 12°41′57″E / 49.026042°N 12.699037°E
施內肯貝格瓦瑟河是德國的河流，位於該國東南部，由巴伐利亞負責管轄，屬於伊爾申巴赫河的右支流，河道全長1.5公里，流域面積0.65平方公里。